# Finale della Coppa d'Asia 2011
La finale della Coppa d'Asia 2011 si disputò il 29 febbraio 2011 allo Stadium Australia a Sydney tra le nazionali di Giappone e Australia. A vincere la finale furono i nipponici, che vinsero 1-0 ai supplementari e ottennero il loro quarto trofeo nella massima competizione tra nazionali maschili asiatiche.

## Le squadre
| Squadra   | Finali (o spareggi) disputate in precedenza (il grassetto indica la vittoria) |
| --------- | ----------------------------------------------------------------------------- |
| Giappone  | 3 (1992, 2000, 2004)                                                          |
| Australia | Nessuna partecipazione                                                        |

## Cammino verso la finale
L'Australia del CT tedesco Holger Osieck finì nel girone C, dove fu affiancato da Bahrein, Corea del Sud e India. I Socceroos iniziarono col piede giusto con un 4-0 contro l'India (doppietta di Tim Cahill e gol di Harry Kewell e Brett Holman), conseguito allo Stadio Jassim bin Hamad di Doha il 10 gennaio. Il successivo 1-1 di quattro giorni dopo contro i sudcoreani (gol coreano di Koo Ja-Cheol al 24° contro rete australiana di Mile Jedinak al 62°) sancì nonostante tutto la qualificazione ai quarti di finale degli ex-oceanici. L'ultimo avversario fu il Bahrein, che fu battuto per 1-0 con la rete di Jedinak, e in tal modo gli australiani finirono primi nel girone, seguiti dai sudcoreani a pari punti con una differenza reti leggermente inferiore, mentre Bahrein e India furono mestamente eliminati.
Il Giappone dell'italiano Alberto Zaccheroni fu invece sorteggiato nel gruppo B insieme a Siria, Giordania e Arabia Saudita. La prima partita si svolse il 9 gennaio allo Stadio Qatar SC di Doha contro la Giordania, e finì 1-1: il gol di Hassan Abdel-Fattah al 45° fu rispecchiato dal nipponico Maya Yoshida al secondo di recupero della ripresa. La qualificazione dei Samurai Blu si concretizzò con un 2-1 contro la Siria avvenuto quattro giorni dopo, sempre a Doha e sempre allo Stadio Qatar SC: al 35° del primo tempo, essi andarono in vantaggio con Makoto Hasebe; nella ripresa i siriani pareggiarono con un rigore di Firas Al-Khatib al 76° ma i nipponici ripresero in mano la partita con un rigore a loro volta trasformato da Keisuke Honda. Ormai già qualificato, il Giappone confermò la sua supremazia nel girone con un sorprendente 5-0 contro una deludente Arabia Saudita (tris di Shinji Okazaki e doppietta di Ryōichi Maeda), che conseguì il 17 gennaio allo Stadio Ahmed bin Ali di Ar Rayyan. Nell'altra partita dell'ultima giornata, Giordania e Siria si contesero il secondo posto e la conseguente qualificazione ai quarti, e la vittoria arrise alla prima per 2-1, che finì dietro al Giappone con 7 punti, a pari merito ma con una differenza reti minore. I sauditi finirono invece ultimi a punteggio vuoto, nonostante sulla carta avessero ottime possibilità di qualificazione ai quarti, mentre la Siria dovette consolarsi con il terzo posto e una sola vittoria.
Ai quarti, il 21 gennaio il Giappone affrontò di nuovo a Doha i padroni di casa del Qatar, arrivati secondi nel girone A, stavolta allo Stadio Thani bin Jassim: la partita fu molto combattuta, in quanto i qatarioti andarono ben due volte in vantaggio con Sebastián Soria e Fábio César Montezine, che però Kawaga vanificò a dovere; fu infine un gol di Masahiko Inoha all'ultimo minuto a portare la sua nazionale alla vittoria e al conseguente pass alle semifinali. Il giorno dopo, allo Stadio Jassim bin Hamad sempre a Doha, l'Australia dovette invece vedersela con l'Iraq, secondo classificato nel girone D: la partita si rivelò molto più dura del previsto, e ci volle un gol di Harry Kewell al 118° per portare i Socceroos in semifinale.
Il 25 gennaio fu il giorno delle semifinali, e l'Australia travolse per 6-0 un Uzbekistan lontano parente dell'ottima nazionale che aveva finito il girone A al primo posto e battuto la Giordania ai quarti (un gol per ognuno dei sei marcatori); la schiacciante vittoria portò così gli ex-oceanici in finale di Coppa d'Asia per la prima volta nella loro storia. Il Giappone giocò invece una partita soffertissima contro la sua rivale, la Corea del Sud. Al 23° le Tigri Asiatiche andarono in vantaggio con un rigore di Ki Sung-yueng, ma Maeda pareggiò tredici minuti dopo. Il risultato rifiutò di sbloccarsi ai tempi regolamentari, e durante i conseguenti supplementari Hajime Hosogai segnò il gol del momentaneo vantaggio nipponico, vanificato però da Hwang Jae-won proprio all'ultimo minuto. La conseguente lotteria ai rigori arrise però ai giapponesi in maniera piuttosto facile: fallirono i rigori coreani di Koo Ja-Cheol (parato), Lee Yong-Rae (parato) e Hong Jeong-Ho (fuori), mentre andarono a segno i rigori di Honda, Okazaki e Konno (sopra la traversa invece quello di Yūto Nagatomo), per un totale di 3-0.

### Tabella riassuntiva del percorso
| Squadra       | Pt | G | DR |
| ------------- | -- | - | -- |
| Australia     | 7  | 3 | +5 |
| Corea del Sud | 7  | 3 | +4 |
| Bahrein       | 3  | 3 |    |
| India         | 0  | 3 |    |

| Squadra        | Pt | G | DR |
| -------------- | -- | - | -- |
| Giappone       | 7  | 3 | +6 |
| Giordania      | 7  | 3 | +2 |
| Siria          | 3  | 3 |    |
| Arabia Saudita | 0  | 3 |    |

## Descrizione della partita
L'Australia tenne le redini del primo tempo della partita, con numerose occasioni capeggiate da Tim Cahill ed Harry Kewell; sfiorarono persino il gol dopo l'intervallo dopo che un cross di Luke Wilkshire superò il portiere nipponico Eiji Kawashima, colpì la traversa e finì ai piedi di Cahill, salvo poi essere spiazzata all'ultimo momento. Dopo quest'opportunità, però, il Giappone partì al contrattacco, e si avvicinò a sua volta al gol con un tiro di testa di uno smarcato Shinji Okazaki a cavallo del secondo tempo. Finiti i regolamentari, la partita si sbloccò solo ai supplementari, e al 98° Tadanari Lee subentrò a Ryōichi Maeda; fu proprio lui, al 109º minuto, a segnare il gol che portò i Samurai Blu in vantaggio, che i galvanizzati nipponici riuscirono a mantenere fino al triplice fischio finale, e al conseguente quarto trofeo asiatico.

## Tabellino
| Arbitro: | Ravshan Irmatov |

|  |           |          |
|  | Marcatori | 109’ Lee |

| Australia | Giappone |

| Australia     |    |                 |      |      |
|               |    |                 |      |      |
| P             | 1  | Mark Schwarzer  |      |      |
| DD            | 8  | Luke Wilkshire  |      |      |
| DC            | 2  | Lucas Neill     |      |      |
| DC            | 6  | Saša Ognenovski |      |      |
| DS            | 3  | David Carney    |      |      |
| CC            | 15 | Mile Jedinak    |      |      |
| CC            | 16 | Carl Valeri     | 16’  |      |
| CD            | 14 | Brett Holman    | 39’  | 65’  |
| CS            | 17 | Matt McKay      | 112’ |      |
| TQ            | 10 | Harry Kewell    |      | 103’ |
| AC            | 4  | Tim Cahill      |      | 109’ |
| Sostituzioni: |    |                 |      |      |
| CC            | 7  | Brett Emerton   |      | 65’  |
| AC            | 23 | Robbie Kruse    |      | 103’ |
| CC            | 22 | Neil Kilkenny   |      | 109’ |
| CT:           |    |                 |      |      |
| Holger Osieck |    |                 |      |      |

| Giappone           |    |                |  |      |
|                    |    |                |  |      |
| P                  | 1  | Eiji Kawashima |  |      |
| DD                 | 6  | Atsuto Uchida  |  | 120’ |
| DC                 | 22 | Maya Yoshida   |  |      |
| DC                 | 4  | Yasuyuki Konno |  |      |
| DS                 | 5  | Yūto Nagatomo  |  |      |
| CC                 | 7  | Yasuhito Endō  |  |      |
| CC                 | 17 | Makoto Hasebe  |  |      |
| TQ                 | 18 | Keisuke Honda  |  |      |
| CD                 | 9  | Shinji Okazaki |  |      |
| CS                 | 14 | Jungo Fujimoto |  | 56’  |
| AC                 | 11 | Ryōichi Maeda  |  | 98’  |
| Sostituzioni:      |    |                |  |      |
| DC                 | 3  | Daiki Iwamasa  |  | 56’  |
| AC                 | 19 | Tadanari Lee   |  | 98’  |
| DC                 | 2  | Masahiko Inoha |  | 120’ |
| CT:                |    |                |  |      |
| Alberto Zaccheroni |    |                |  |      |

| Uomo partita: - Eiji Kawashima Assistenti arbitrali: - Abdukhamidullo Rasulov - Rafael Ilyasov Quarto uomo: - Subkhiddin Mohd Salleh |

## Conseguenze
Dopo la partita, il nipponico Eiji Kawashima fu dichiarato Most Valuable Player della partita, mentre il suo connazionale Keisuke Honda ottenne il premio MVP del torneo.
Entrambe le nazionali furono lodate dai loro rispettivi allenatori: il tedesco Osieck dell'Australia si dichiarò deluso dalle numerose opportunità gol fallite dai suoi giocatori, mentre l'italiano Zaccheroni del Giappone considerò la partita "una grande vittoria", e lodò l'impatto di Lee in qualità di sostituto.